# Дойранска епопея
Вижте пояснителната страница за други значения на Битка при Дойран.
Дойранска епопея е събирателно название на пет отбранителни сражения, които българската армия води срещу настъпващите сили на Антантата през позиционния период на южния фронт на Първата световна война в района на град Дойран.
След като българското настъпление през 1915 година е спряно по заповед на германското командване на сръбско-гръцката граница, българската армия минава към отбрана и при Дойран създава силна отбранителна позиция.

## Кампания 1916
В началото на август 1916 година три френски колониални дивизии и една английска с 45 000 души личен състав и 400 оръдия предприемат настъпление срещу Дойранската позиция, отбранявана от частите на българската Втора пехотна тракийска дивизия. Настъплението започва на 9 август с ураганен артилерийски огън срещу позициите на Двадесет и седми чепински и Девети пехотен пловдивски полк. Последвалите четири атаки — на 10, 15, 16 и 18 август - са отблъснати от Втора дивизия, подкрепена от части на Девета пехотна плевенска дивизия. Съглашенските войски са принудени да отстъпят на изходните си позиции с над 3200 души загуби, като чепинци губят 1106, а пловдивчани 250 души.

## Кампания 1917
През 1917 година Втора пехотна е заменена на Дойранската позиция от Девета пехотна дивизия, под командването на полковник Владимир Вазов, която тук записва една от най-блестящите страници в българската военна история.
На 9 и 10 февруари съглашенците атакуват позициите на Тридесет и трети свищовски и Тридесет и четвърти троянски полк на височината Борис. Троянци с решителна контраатака отблъскват противника. Настъплението е подновено на 21 февруари, но е отблъснато от дивизионната артилерия.
Нови атаки срещу Дойранската позиция последват през нощта на 24 срещу 25 април, на 27 април и на 8 май – всичките отблъснати от Девета плевенска дивизия, макар и с цената на големи загуби — около 2000 души, 900 от които умрели от болести и рани. Съглашенските загуби са над 12 000 убити, ранени и пленени. Полковник Вазов е произведен в чин генерал-майор.

## Кампания 1918
На 16 септември 1918 частите на Антантата започват ново масирано настъпление срещу Дойранската позиция, като срещу защитаващата я Девета плевенска дивизия, която по това време е в състав 58-и, 17-и, 33-ти и 57-и пехотни полк, както и 34-ти полк в дивизионен резерв и 4-ти полк в армейски резерв (около 30 000 души) са хвърлени 4 английски и 2 гръцки дивизии с числен състав над 75 000 души, под командването на генерал Джордж Милн. В резултат на двудневните ожесточени боеве Съглашението губи 11 673 убити и ранени и 547 пленени срещу 1736 убити и 1000 ранени българи. Цели английски полкове оставят костите си в подножието на върховете Дуб и Кала тепе. В същото време обаче е извършен пробивът при Добро поле и командващият Девета дивизия генерал-майор Вазов получава заповед за отстъпление. Победата при Дойран все пак е използвана, за да може водената от Андрей Ляпчев българска делегация на преговорите за примирие в Солун да издейства България да не бъде окупирана от войски на балканските държави.
Генерал Владимир Вазов, командир на 9-а дивизия, пише по-късно:
| „ | Цели камари от хиляди трупове задръстиха скатовете… Това не бяха наемници сенегалци или араби, а чистокръвни англичани от Лондон, Бирмингам и Кембридж. | “ |

Английският премиер Лойд Джордж пише по-късно:
| „ | В никоя война англичаните не са давали наведнъж толкова много жертви, както при Дойран. | “ |

В 1928 година в Плевен се издава вестник „Дойран“ по случай десетгодишнината от Дойранската епопея.
В 1936 година в Лондон се организира честване за края на войната. От българска страна делегацията ръководи ген. Владимир Вазов. Когато слиза от влака на гара Виктория, на перона е подреден блок на английската армия, а командващият церемонията дава заповед: „Сведете знамената! Преминава победителят при Дойран!”.